# Mercedes Cup 2002
Mercedes Cup 2002 — тенісний турнір, що проходив на кортах з твердим покриттям у місті Штутгарт, Німеччина з 15 липня . Належав до категорії ATP International Series.

## Фінальна частина

### Одиночний розряд
Михайло Южний —  Гільєрмо Каньяс 6–3, 3–6, 3–6, 6–4, 6–4

### Парний розряд
Джошуа Ігл /  Давід Рікл —  Девід Адамс /  Гастон Етліс 6–3, 6–4